# Teusacá
Teusacá je rijeka u Kolumbiji, lijeva pritoka rijeke Bogote. Pripada porječju rijeke Magdalene.